# David Meckler
David Meckler (* 9. Juli 1987 in Highland Park, Illinois) ist ein US-amerikanischer Eishockeyspieler, der zuletzt beim EHC Red Bull München aus der Deutschen Eishockey Liga unter Vertrag stand. Er wurde im NHL Entry Draft 2006 in der 5. Runde an insgesamt 134. Stelle von den Los Angeles Kings ausgewählt.

## Karriere
Meckler wurde in Highland Park, Illinois geboren. Er besuchte die Waterloo High School und die Yale University.
Am 5. März 2006 schoss Meckler das spielentscheidende Tor des zweitlängsten Spiels in der NCAA Hockey Geschichte. Die Yale University besiegte damals das Union College mit 3:2 in der ersten Playoff-Runde der ECAC Hockey League nach 81 Minuten und 35 Sekunden in der Verlängerung/Overtime. David Meckler schoss das spielentscheidende Tor für die Yale University mit einem Shorthander.

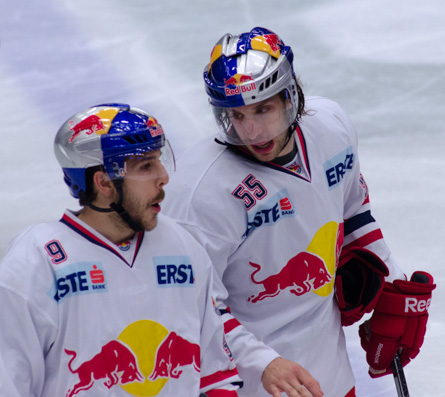
David Meckler (re.) im Trikot des EC Red Bull Salzburg

Nach seiner Junioren-Karriere bei den London Knights aus der Ontario Hockey League, unterschrieb Meckler zur Saison 2007–08 einen Einstiegsvertrag über drei Jahre bei den Los Angeles Kings. Hier spielte er für das Farmteam der Kings in der American Hockey League, die Manchester Monarchs. Nach drei Jahren bei den Monarchs, unterschrieb Meckler einen weiteren Einjahresvertrag bei den Kings am 16. Juli 2011.
Nach sechs Spielzeiten für die Manchester Monarchs und 414 Spielen in der AHL ohne ein einziges NHL-Spiel, verließ er die Kings als Free Agent und unterschrieb am 3. September 2013 einen Vertrag beim EC Red Bull Salzburg.
Nach nur einem Jahr in Österreich verließ Meckler Salzburg in Richtung München, um beim EHC Red Bull München anzuheuern. Seinen Vertrag dort unterschrieb er am 17. November 2014. Aus gesundheitlichen Gründen wurde sein laufender Vertrag beim EHC Red Bull im Juni aufgelöst.

## Erfolge und Auszeichnungen
- 2004 Gewinn des Clark Cups mit den Waterloo Black Hawks
- 2014 Österreichischer Meister mit dem EC Red Bull Salzburg

## Karrierestatistik
(Legende zur Spielerstatistik: Sp oder GP = absolvierte Spiele; T oder G = erzielte Tore; V oder A = erzielte Assists; Pkt oder Pts = erzielte Scorerpunkte; SM oder PIM = erhaltene Strafminuten; +/− = Plus/Minus-Bilanz; PP = erzielte Überzahltore; SH = erzielte Unterzahltore; GW = erzielte Siegtore; 1 Play-downs/Relegation; Kursiv: Statistik nicht vollständig)